# Connarus xylocarpus
Connarus xylocarpus là một loài thực vật có hoa trong họ Connaraceae. Loài này được L.A.Vidal, Carbonó & Forero mô tả khoa học đầu tiên năm 1984.